# Joseph Cludts
Joseph Cludts (* 1896; † im 20. Jahrhundert) war ein belgischer Schwimmer und Wasserballspieler.

## Karriere
Cludts begann seine sportliche Karriere auf nationaler Ebene. 1912 errang er den belgischen Meistertitel über 200 m Freistil. Bei den Schwimmmeisterschaften im Folgejahr wurde er dreifacher Meister in den Disziplinen 100 m, 200 m und 1500 m Freistil. 1920 nahm er ein erstes Mal an den Olympischen Spielen teil. In Antwerpen scheiterte er mit der belgischen Staffel über 4 × 200 m Freistil als Dritter des Vorlaufs an der Finalqualifikation. Vier Jahre später folgte eine zweite Teilnahme an Olympischen Wettkämpfen. Bei den Spielen in Paris erreichte er mit der Wasserballnationalmannschaft Belgiens den zweiten Rang und sicherte sich somit Silber.